# Stanley Bacon
Stanley Vivian Bacon (Londra, 13 agosto 1885 – Londra, 13 ottobre 1952) è stato un lottatore britannico.

## Biografia
Era fratello di Edgar Bacon ed Ernest Bacon, entrambi lottatori di caratura internazionale.
Ha vinto la medaglia d'oro ai Giochi olimpici estivi di Londra 1908 nella lotta libera, categoria pesi medi.
Ha anche partecipato alle Olimpiadi di Stoccolma 1912 e quelle di Anversa 1920.

## Palmarès
- Giochi olimpici estivi

Londra 1908: oro nella lotta libera, categoria pesi medi;